# Annona atemoya
Annona atemoya este o specie de plante angiosperme din genul Annona, familia Annonaceae, descrisă de David John Mabberley. Conform Catalogue of Life specia Annona atemoya nu are subspecii cunoscute.

## Legături externe
Materiale media legate de Annona × atemoya la Wikimedia Commons